# Веселовзоров, Борис Петрович
Бори́с Петро́вич Веселовзо́ров (28 сентября 1869; Тифлис, Российская империя — 11 апреля 1944; Париж, Франция) — генерал-майор Генерального штаба, дворянин, участник Первой мировой войны и Гражданской войны в России, а также участник Белого движения в эмиграции.

## Биография
Родился 28 сентября 1869 года в Тифлисе. Дворянского происхождения. Православного вероисповедания. Образование получил в Тифлисском кадетском корпусе.

### Служба
На службу поступил 1 сентября 1887 года юнкером рядового звания в 1-е военное Павловское училище. В 1889 году по окончании училища был выпущен подпоручиком в 38-ю артиллерийскую бригаду. Затем служил в Кавказской гренадёрской артиллерийской бригаде. 9 августа 1892 года присвоен чин поручика.
В 1896 году окончил Николаевскую академию Генерального штаба (по 1-му разряду) и 17 мая того же года ему был присвоен чин штабс-капитана. Лагерный сбор Веселовзоров проходил в Кавказском военном округе. После состоял при том же, а также при Варшавском военных округах. С 31 марта 1898 года вступил в должность старшего адъютанта штаба 20-й пехотной дивизии. 5 апреля того же года присвоен чин капитана. С 10 апреля 1899 года ― старший адъютант штаба 1-го Кавказского армейского корпуса, а с 22 мая 1900 года ― обер-офицер для особых поручений при командующем войсками Кавказского военного округа. С 15 ноября 1900 по 15 ноября 1901 года проходил цензовое командование ротой в 1-м Кавказском стрелковом батальоне. С 28 марта 1902 года ― штаб-офицер для особых поручений при штабе 2-го Кавказского армейского корпуса. 14 апреля того же года присвоен чин подполковника. С 29 мая по 29 сентября 1904 года Веселовзоров проходил цензовое командование батальоном в 81-м пехотном Апшеронском полку. 16 мая 1905 года вступил в должность начальника штаба Кавказской гренадерской дивизии. 2 апреля 1906 года «за отличие» ему был присвоен чин полковника. С 16 февраля 1911 года вступил в командование 84-м пехотным Ширванским полком. 19 октября 1913 года «за отличие» Веселовзорову присвоен чин генерал-майора. 22 апреля 1914 года вступил в должность дежурного генерала штаба Кавказского военного округа.

### В Первую мировую войну
Во время Первой мировой войны находился на Кавказском фронте. 8 ноября 1914 года он был назначен дежурным генералом штаба Кавказской армии. 25 сентября 1916 года вступил в должность начальник штаба Кавказской гренадерской дивизии, а 24 февраля 1917 года в должность начальника штаба 9-го армейского корпуса. С 22 апреля 1917 года ― командующий Кавказской гренадерской дивизией (26 апреля 1917 года переименована в 1-ю Кавказскую гренадерскую дивизию). В конце 1917 года снят с должности.

### В Гражданскую войну
Во время Гражданской войны был участником Белого движения. С 31 мая по 15 июня 1919 года находился в составе вооружённых сил Юга России.

### В эмиграции
После Гражданской войны эмигрировал во Францию, поселился в Париже. Работал на фабрике счетоводом. Занимался военной историей. Читал лекции по истории России на Собраниях общества галлиполийцев, тифлисских кадет, Союза ревнителей памяти императора Николая II и других обществ и организаций белой эмиграции. В 1929 году Веселовзоров был избран председателем Союза офицеров Кавказской армии. Навещал русских больных в больницах.

### Смерть
Умер 11 апреля 1944 г. Похоронен на кладбище Сент-Женевьев-де-Буа.
| - орден Св. Станислава 3-й ст. (1899) - орден Св. Анны 3-й ст. (1903) - орден св. Станислава 2-й ст. (1905) - орден Св. Владимира 4-й ст. (1907) - орден Св. Владимира 3-й ст. (1911) - орден Св. Станислава 1-й ст. (1915) - орден Св. Анны 1-й ст. (1916) | - юнкер рядового звания (01.09.1887) - подпоручик (09.08.1888) - поручик (09.08.1892) — награждён - штабс-капитан (17.05.1896) — награждён - капитан (05.04.1898) — награждён - подполковник (14.04.1902) — награждён - полковник (02.04.1906) — награждён - генерал-майор (27.09.1907) — награждён |

## Литературная деятельность
В 1908 году совместно с генерал-лейтенантом В. А. Потто под руководством бывшего начальника штаба Кавказского военного округа генерал-лейтенанта Н. Н. Белявского был составителем 4 тома, части 2 («Время Паскевича. Турецкая война 1828—1829») многотомного издания «Утверждение русского владычества на Кавказе».